# Ponowareng
Ponowareng is een bestuurslaag in het regentschap Batang van de provincie Midden-Java, Indonesië. Ponowareng telt 2206 inwoners (volkstelling 2010).